# ماريا غرينفل
ماريا غرينفل (بالإنجليزية: Maria Grenfell)‏ هي ملحنة أسترالية، ولدت في 1969.